# Nick Carter (postać literacka)

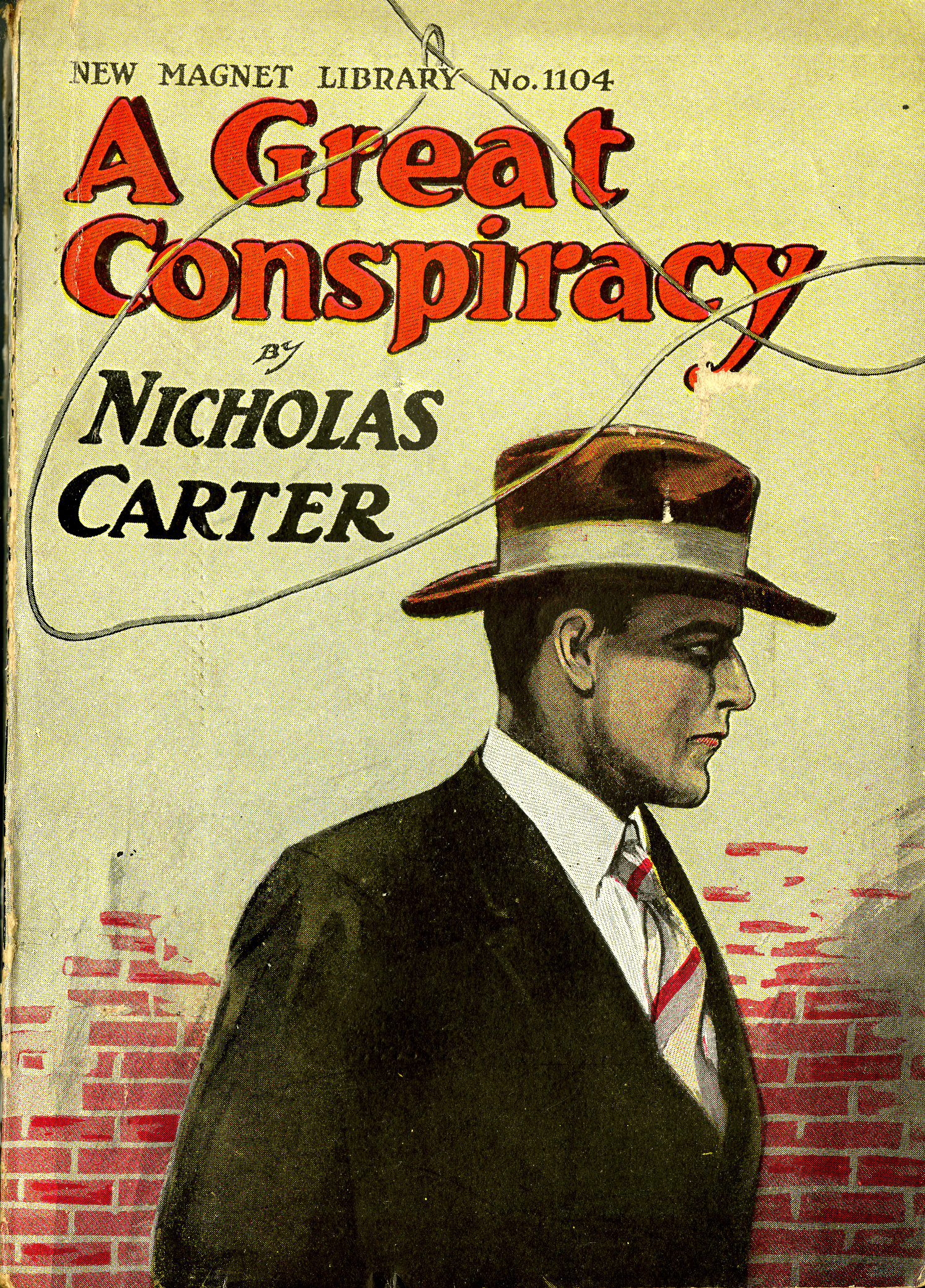
Okładka powieści Great Conspiracy autorstwa Nicholasa Cartera (ps. lit. Johna Russella Coryella), 1903.

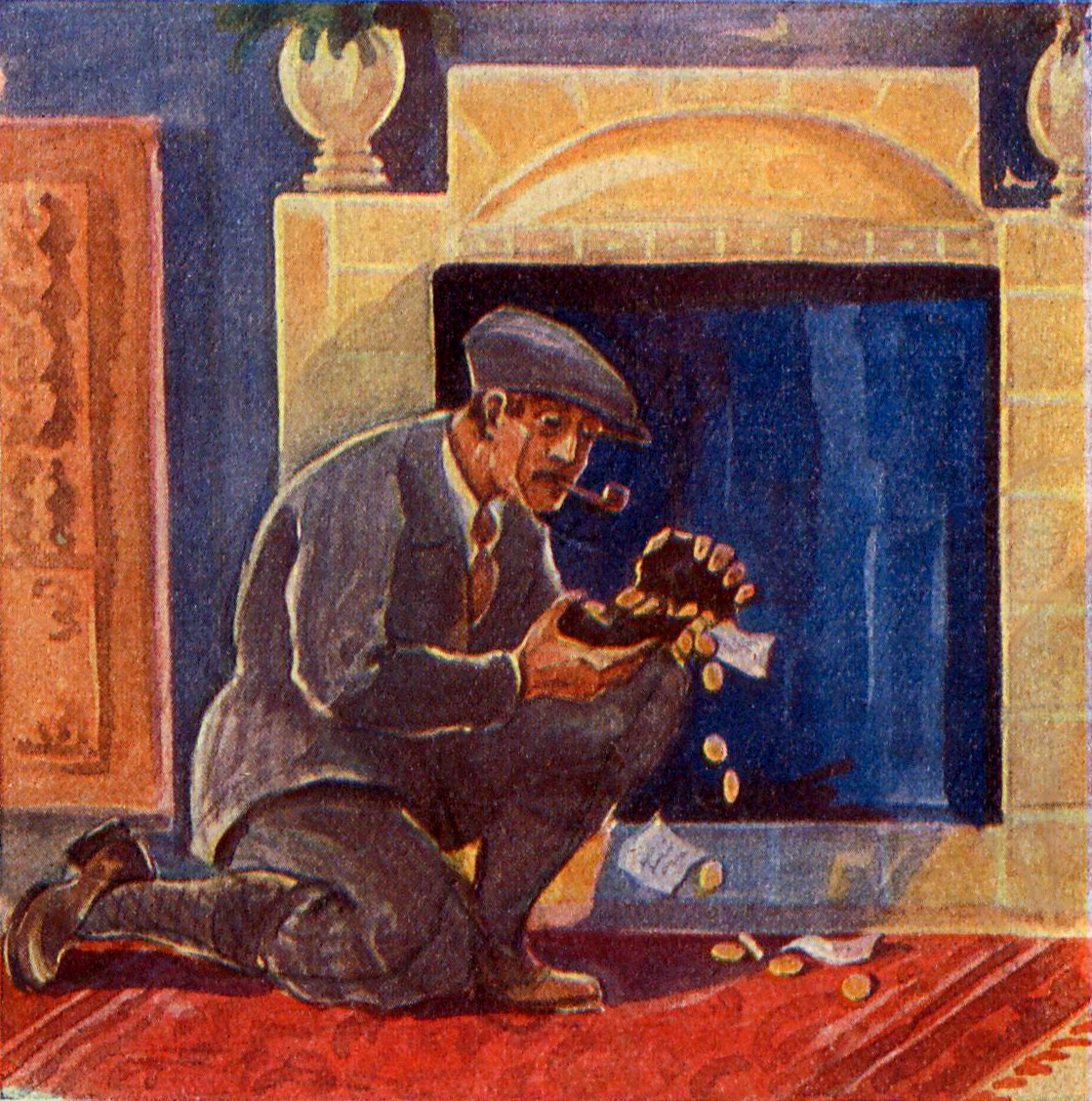
Nowy Nick Carter przy pracy, 1929.

Nick Carter – prowadzący podwójne życie detektyw z tanich amerykańskich powieści, wymyślony przez Ormonda Smitha i Johna Coryella. Po raz pierwszy pojawił się w 1886 r.
W Polsce w 1908 wydano serię ok. 18 tłumaczeń z języka angielskiego powieści w cyklu Nick Carter. Najsławniejszy Detektyw Ameryki.
W Niemczech, oprócz tłumaczeń oryginalnej serii pt. Nick Carter, składającej się 375 pozycji, wydawano w latach 1929-1930 także serię pt. Der neue Nick Carter. Der Weltdetektiv, składającą się z 44 prac niemieckich autorów. Początek tej serii (12 początkowych tytułów), tłumaczony na język polski ukazał się w 1929, pt. Nowy Nick Carter. Przygody słynnego detektywa amerykańskiego.

## Nick Carter w filmie
Nick Carter pojawia się m.in. w czechosłowackim filmie Adela jeszcze nie jadła kolacji.